# Elezioni parlamentari in Corea del Sud del 1988
Le elezioni parlamentari in Corea del Sud del 1988 si tennero il 26 aprile.
L'affluenza fu del 75,8%.

## Partiti
Il Partito della Giustizia Democratica si attestò come la prima forza politica del Paese, ma perse la sua maggioranza assoluta nell'Assemblea Nazionale, indebolito da una forte opposizione e dall'impopolarità del suo segretario, Chun Doo-hwan, già Capo dello Stato.
Il Partito Democratico della Riunificazione di Kim Young-sam registrò una grande sconfitta: attestatosi come seconda forza politica del Paese, si piazzò al terzo posto per numero di seggi, a grande distanza dai due partiti principali. In occasione delle elezioni presidenziali del 1987, Kim Young-sam era arrivato secondo.
Il Partito Democratico della Pace, guidato da Kim Dae-jung, ebbe una forte visibilità, affermandosi come terza forza politica del Paese e divenendo il più grande partito di opposizione. Si trattò di una grande vittoria per Kim Dae-jung che, alle presidenziali del 1987, era arrivato terzo.
Il Nuovo Partito Repubblicano Democratico, guidato dal Primo Ministro Kim Jong-pil, arrivò quarto.
Nel 1990, il Partito della Giustizia Democratica sì unì col Partito Democratico della Riunificazione e col Nuovo Partito Repubblicano Democratico dando vita al Partito Democratico Liberale, successivamente ridenominato Partito della Nuova Corea.

## Risultati
| Partito della Giustizia Democratica                   | 6 675 494  | 33,99 | 125 |  |  |  |
| Partito Democratico della Riunificazione              | 4 680 175  | 23,83 | 59  |  |  |  |
| Partito Democratico della Pace                        | 3 783 279  | 19,26 | 70  |  |  |  |
| Nuovo Partito Repubblicano Democratico                | 3 062 506  | 15,59 | 35  |  |  |  |
| Partito Democratico Hangyore                          | 251 236    | 1,28  | 1   |  |  |  |
| Partito del Popolo                                    | 65 650     | 0,33  | –   |  |  |  |
| Partito Nazionale Coreano                             | 65 032     | 0,33  | –   |  |  |  |
| Nuovo Partito Democratico di Corea                    | 46 877     | 0,24  | –   |  |  |  |
| Partito della Corea Democratica                       | 32 799     | 0,17  | –   |  |  |  |
| Partito Coreano della Giustizia                       | 25 433     | 0,13  | –   |  |  |  |
| Partito della Terza Generazione                       | 16 148     | 0,08  | –   |  |  |  |
| Partito Coreano della Riunificazione di Ideologia Han | 3 756      | 0,02  | –   |  |  |  |
| Partito Socialista per l'Unificazione                 | 3 267      | 0,02  | –   |  |  |  |
| Partito del Popolo Cristiano                          | 2 247      | 0,01  | –   |  |  |  |
| Indipendenti                                          | 933 161    | 4,75  | 9   |  |  |  |
| Totale                                                | 19 642 040 | 100   | 299 |  |  |  |
|                                                       |            |       |     |  |  |  |
| Voti non validi                                       | 208 775    | 1,05  |     |  |  |  |
| Votanti                                               | 19 850 815 | 75,77 |     |  |  |  |
| Elettori                                              | 26 198 205 |       |     |  |  |  |